# Шух Михаїл Аркадійович
Михаїл Аркадійович Шух (14 грудня 1952, Красний Луч — 8 квітня 2018, Київ) — український композитор, педагог, диригент. Заслужений діяч мистецтв України (2001).

## Біографічні відомості

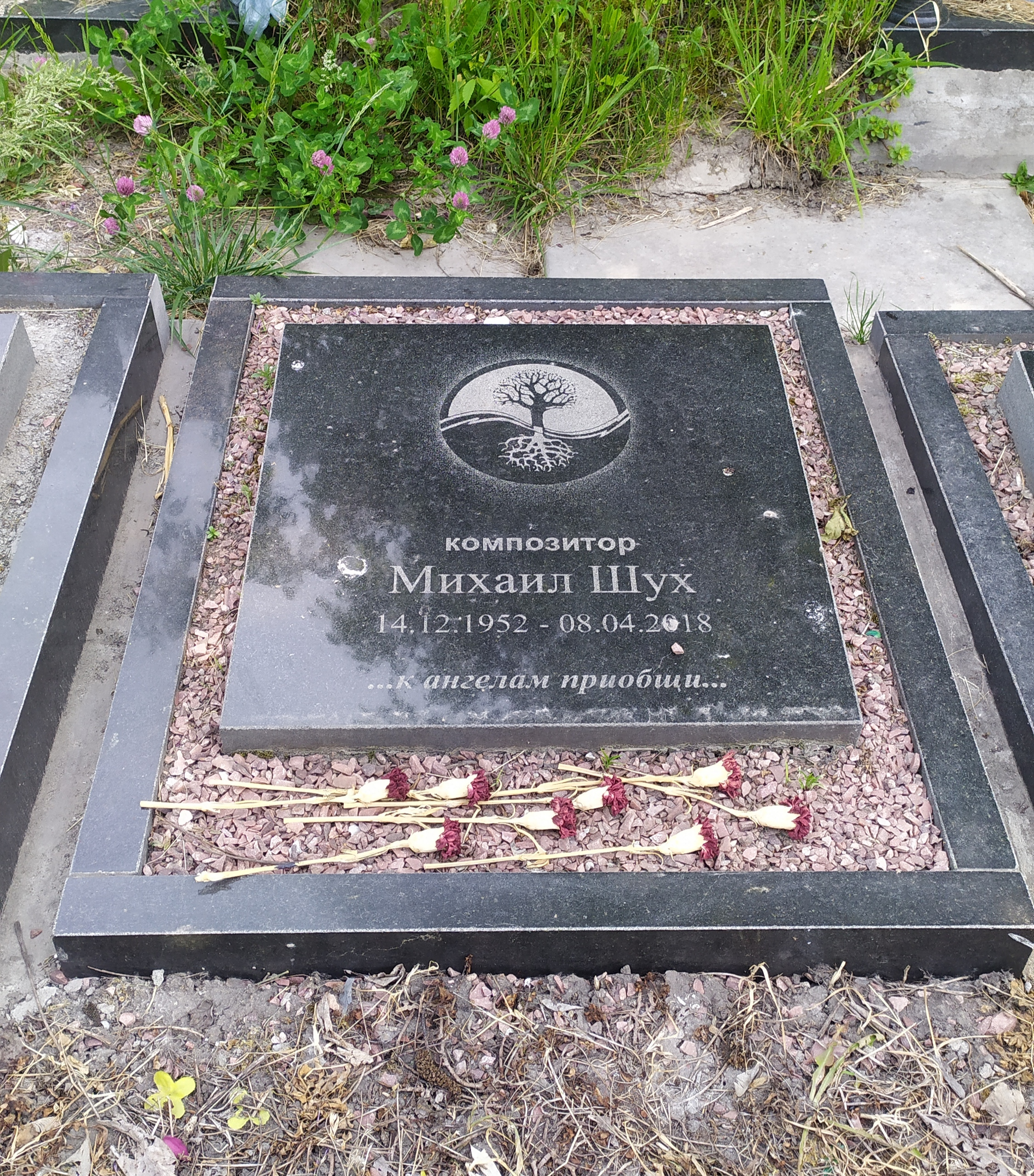
Могила Михаїла Шуха, Байкове кладовище

Народився 14 грудня 1952 року у місті Красний Луч.
В 1977 закінчив Харківський інститут мистецтв ім. І. П. Котляревського (навчався в класі композиції Д. Л. Клебанова, після смерті якого закінчив навчання по класу В. М. Золотухіна).
В 1977—2001 — викладач Донецького музичного училища.
З 1980 — член Спілки композиторів СРСР, нині член Національної спілки композиторів України.
З 1999 — член Всеукраїнської Гільдії кінорежисерів «24/1».
В 2002—2007 — директор та художній керівник Всеукраїнського хорового фестивалю «Співочий Собор».
З 2002 — доцент кафедри теорії та історії музики Національного педагогічного університету ім. М. Драгоманова.
З 2003 — член Всесвітньої федерації хорової музики (IFCM).
Раптово помер 8 квітня 2018 року. Похований в колумбарії Байкового кладовища.
Михайло Шух був активним учасником багатьох міжнародних фестивалів сучасної музики. Його твори успішно звучали на визначних заходах, таких як фестиваль "Київ-Музик-Фест" (1990 - 2009), Міжнародний хоровий фестиваль у Горі (Грузія, 1990), Тиждень органної духовної музики у Бонні (Німеччина, 1991), а також Міжнародний фестиваль органної музики, що охопив 11 міст СНД (1992). Він також виступав на Київських органних фестивалях (1994 - 2002), Фестивалі сучасної музики в м. Аліканте (Іспанія, 1996), Міжнародному фестивалі імені В. Горовиця (1997), хорових фестивалях "Золотоверхий Київ" (1998 - 2008). по містах Польщі (1999), фестивалях "Контрасти" (Львів, 2002), "Прем'єри сезону" (Київ, 2003-2009), Днях музики Кракова (2004), ГогольFest (2008) та фестивалю "Співочий Собор 2" ).
Як композитор він успішно проводив безліч авторських концертів у різних містах України, Польщі, Німеччини та Австралії. Його твори активно виконувались визначними диригентами, такими як Пітер Шмельцер (Австрія) та Андре де Квадрос (США). Співпрацював з такими оркестрами, як "ARCHI", "Камерата", "Sinfonietta", "Viola", "Київські солісти", а також різноманітними хоровими колективами, включаючи Національну заслужену капелу України "Думка", Державну академічну чоловічу хорову капелю України імені Л.А. Ревуцького, камерні хори "Київ", "Хрещатик", "Кредо", "Благовіст", Жіночий хор імені Р. Глієра та Хор Хлопчиків штату Вікторія (Австралія).
У період з 2002 по 2007 рік Михайло Шух обіймав посаду директора та художнього керівника Всеукраїнського хорового фестивалю "Співоцький Собор", який проводився у різних українських містах та залучав найкращі хорові колективи країни та гостей з інших держав.

### Сім'я
- Брат: Шух Анатолій Аркадійович — композитор.
- Дружина: Чаморова Наталія Василівна — музикознавиця, педагог.
- Донька: Шух Марина Михайлівна — кінопрокатниця, разом зі своїм чоловіком Денисом Івановим була співзасновником кінокомпанії «Артхаус Трафік».

## Нагороди та звання
- Премія ім. С. Прокоф'єва (1991).
- Диплом за найкращу пісню фестивалю «Червона Рута» (1994).
- Дипломант міжнародного конкурсу IBLA Grand Prize (Італія, «Most distinguished and talented artist, composer») (2000).
- Заслужений діяч мистецтв України (2001).
- Почесний знак «Відмінник освіти України».
- Державна премія України ім. М. Лисенка (2003).

## Концертна діяльність[2]
2007 рік
2.02 – Харківський Дім органної музики
Меса "І сказав я в моєму серці"
Я.Боброва, Ю.Пересада, О.Гусарєва, С.Калінін (орган)
10.03 – Харківська філармонія
"Аве Марія" для голосу з оркестром
Я.Боброва, дир.Ю.Янко
10-16.04 – Фестиваль "Прем'єри сезону"
"Янгольська коліскова"
Хор Глієра, Дір. Г.Горбатенко
"Друзі", "Світло тихе", Sancta Maria
Хор "Хрещатик", Дір. Л.Бухонська
14.04 – "Пісні Весни"
О.Шиналь (сопрано), В.Польова (читка), Б.Стельмашенко (флейта),
ансамбль"Арс нова"п/в Г.Черненко
6.05 – Лютеранська церква
Меса "І сказав я в моєму серці"
Д.Дедюх, О.Сузько, О.Дмитренко(орган)
10.06 – Фестиваль "Золотоверхий Київ"
Київська філармонія
"Літургічні славослів'я Іоанна Златоустоа" (прем'єра)
Національна капела України "Думка"
Дір.Є.Савчук
2006 рік
Фестиваль Київ-музик-фест
4.10 – Київський Дім вчених
Камерна симфонія
Національний ансамбль "Камерату", дир. В.Матюхін
30.09 – Київський будинок вчителя
"Пастораль"
Ансамбль "Благовіст"
24.09 – Мала зала Київської консерваторії
Концерт "Пам'яті Д.Д.Шостаковича"
Ігор, Ніна та Тетяна Андрієвські
7.06 – Фестиваль "Золотоверхий Київ"
Храм Святого Василя Великого
"Тобі співаємо"
Хор "Відродження"
Фестиваль "Прем'єри сезону"
Благослови, душе моя, Господа",
Хор "Кредо"
"З лірики А.Блока"
Хор "Хрещатик"
2004 рік
2.04 – Авторський концерт у Костелі NMP z Lourdes (Краків)
"Kyrie", "Lacrimosa" з меси "І сказав я в моєму серці"
Органна меса "Via dolorosa"
Хоральна прелюдія мінор
Ave Maria
Людмила Войнаровська (сопрано), Ольга Дмитренко (орган)
16.09 – Фестиваль "Співочий Собор"
Донецька філармонія
"Молитва до Святої Трійці", "Тиха молитва"
18.09 – Національна філармонія України (Київ)
"З лірики А.Блока", "Закликання весни" – хор Крнщатик
19.09 – Національний Дім органної музики
"Світла молитва", Dies irae"
Медея та Лариса Яссоніді, хор "Хрещатик"
2003 рік
29.10 – Національний Будинок органної та камерної музики.
      "Великому маестро. Хорал та фуга п'яті І.С.Баха" для камерного оркестру.
      Оркестр Ансамблю класичної музики ім, Б.Лятошинського,
      Дір. Андре де Квадрос (США)
11.09-14.09 – Свято Успенський собор. Святогірськ.
      "Співочий Собор на Святих Горах".
      Гімн фестивалю "Тиха молитва",
      "Вислухай, Боже, молитву мою",
      "Світла молитва",
      "Молитва до Святої Трійці"
      Усі хори-учасники фестивалю. Докладніше див. сайт: www.sv-gory.iatp.org.ua
27.05 – Храм Св.Олександра. Київ.
      "Перший фестиваль музичних літургій – мес"
      Органна меса "Via dolorosa".
      Дипл.міжнар.конкурсу О.Дмитренко
05.04 – Трапезна церква Києво-Печерської Лаври.
      "Прем'єри сезону"
      Диптих: "Виконання всіх благих"
      "Молитва до Святої Трійці"
       Жіночий хор КДВМУ ім. Р.Глієра.
      Диригент - засл.деяель позов.України Галина Горбатенко
02.03 – Храм Св. Олександра. Київ.
      Авторський концерт до 50-річчя від дня народження.
      (Програму див. у розділі "Творчі проекти")
2002 рік
17.12 – Національний Будинок органної та камерної музики.
      Авторський концерт до 50-річчя від дня народження.
      Органна меса "Via dolorosa",
       Хорали,
      Меса "І сказав я в моєму серці",
      "Ave Maria".
      Вик. лаур.міжнар.конкурсу Л.Дедюх (сопрано),
       дипл.міжнар.конкурсу О.Дмитренко (орган).
28.09 – Київський Дім архітектора.
       "Київ-Музик-Фест"
      Диптих: "Виконання всіх благих"
      "Молитва до Святої Трійці"
      Жіночий хор НПУ ім. М.Драгоманова.
      Худ.рук та дір.- П.Ніколаєнко.
27.09 – Національний Будинок органної та камерної музики.
      "Київ-Музик-Фест"
      "Великому маестро". Хорал і фуга пам'яті І.С.Баха.
      Національний ансамбль солістів України "Київська камерата".
      Худ.рук. та дір.- засл.діяч позов.України В.Матюхін
22.09 – Храм Св.Олександра.
      "Київ-Музик-Фест"
      "Святий Боже"
      "Світла молитва"
      Муніципальний камерний хор "Хрещатик".
      Худ.рук. та дір.- Л.Бухонська
21.09 – Мала зала НМАУ ім. П.Чайковського.
      "Київ-Музик-Фест"
      "Тиха молитва".
      Вик. Хор "Молодь Січеслава" Дніпропетровського музичного училища.
      Худ.рук. та дір. - В.Татан
12.09-14.09 – Свято Успенський собор. Святогірськ.
      "Співочий Собор на Святих Горах".
       Гімн фестивалю "Тиха молитва",
      "Святий Боже",
      "Світла молитва",
      "Молитва до Святої Трійці"
       Усі хори-учасники фестивалю. Докладніше див. сайт: www.sv-gory.iatp.org.ua
2.03 – Концертний зал Донецької державної консерваторії.
      Фестиваль "Культурний герой"
      Меса "І сказав я в моєму серці"
      Н. Чеснокова (рояль), М. Шух (синтезатор).
29.01 – Донецький академічний театр опери та балету ім. О.Солов'яненка
      Фестиваль "Зірки у себе вдома"
      "Великому маестро"
       Вик. "Запольський-Квартет" (Данія)
30.01 – Мала зала НМАУ ім. П.Чайковського.
       "Великому маестро"
       Вик. "Запольський-Квартет" (Данія)
2001 рік
28.09 – Національний Будинок органної та камерної музики. .
      "Київ-Музик-Фест"
      Медитація для органу "І була ніч, і було ранку
о, і були тихі небесні флейти.
      Дипл.міжнар.конкурсу О.Дмитренко (орган).
23.09 – Києво-Печерська Лавра.
      "Київ-Музик-Фест"
       "Тиха молитва"
       Муніципальний камерний хор "Хрещатик".
       Худ.рук. та дір.- Л.Бухонська
08.04 – Національний Будинок органної та камерної музики.
       Фестиваль "Десяте мистецьке бере зілля. Зритель"
       Фантазії-медитації (докладніше див. розділ "Творчі проекти")
      Реквієм "Lux aeterna"
       Нар.арт.України Т.Лагунова (сопрано), В.Солодкий (тенор),
      Засл.арт.України Ю.Олійник (бас), Є.Чистоклетов (читець),
      дипл.міжнар.конкурсу О.Дмитренко (орган),
      заслюарт.України Н.Толпига (рояль),
      Д.Деледівка (гітара),
      лаур.міжнар.конкурсу О.Лук'янець (ударні),
      М.Шух (синтезатор),
       Жіночий хор Національного муз.-пед. Університет ім. М.Драгоманова
       Диригент - П.Ніколаєнко
2000 рік
04.01 – Храм Св.Олександра.
      Музичні вечори "Різдво-2000".
       Кантата "Різдвяне сольфеджіо" для солістів, хору та камерного оркестру.
       Ісп.: засл.арт.України Л.Войнаровська (сопрано), В.Солодкий (тенор),
       Хор Храму Св.Олександра, худ. та дір. - О.Бабенко,
      Камерний оркестр ARCHI, худ. та дір. - І.Андрієвський.
1999 рік
25.12 – Донецька обласна філармонія.
      Кантата "Різдвяне сольфеджіо" для солістів, хору та камерного оркестру.
       Ісп.: Камерний оркестр "Віола",
       Хор Донецької державної консерваторії, дір.- В.Бахарев
09.12 – Донецька обласна філармонія.
       "30 років Донецької композиторської організації".
       "De profundis" для роялю.
       Вик. Н.Чеснокова
30.11 – Костел Св.Олександра.
       Концерт на честь відкриття нового органу Oberlinger
       Органна меса "І сказав я в моєму серці"
       Вик. Дипл.міжнар.конкурсу О.Дмитренко
27.11 – Донецька обласна філармонія
       Камерна симфонія,
       "Великому маестро. Хорав пам'яті І.С.Баха"
       Симфонічний оркестр Донецької філармонії
       диригент - Андре де Квадрос (США)
03.10 – Костел Усіх Святих. м.Стараховіце (Польща)
       Х Міжнародний фестиваль "Дні музики органної та камерної".
       Органна меса "І сказав я в моєму серці"
       Вик. Дипл.міжнар.конкурсу О.Дмитренко
30.09 – Київський Дім вчених.
       "Київ-Музик-Фест"
       Камерна симфонія для 16 струнних
       Камерний оркестр ARCHI, худ. та дір. - І.Андрієвський
07.02 – Центр сучасного мистецтва "Whitehorse Centre Treabre", м.Мельбурн (Австралія)
       Органна меса "І сказав я в моєму серці"
       "Victimae Paschali"
       Ісп.: Хор хлопчиків штату Вікторія, дір.- П.Форстер, М.Шух (орган)
21.01 – Концертний зал м.Сорренто (Австралія)
       Органна меса "І сказав я в моєму серці",
      Хорав для органу.
       Ісп.: М. Шух
1998 рік
18.12 – Зал Донецької державної консерваторії.
       Пленум ДонСКУ.
       "De profundis" для роялю.
       Вик. Н.Чеснокова
11.12 – Костел Св.Йосифа, м.Пфаррбюр (Німеччина)
       "Старі галантні танці" – сюїта для органу.
       Вик. засл.арт.України І.Каліновська
01.10 – Зал КВДМУ ім. Р.Глієра.
       Конкурс піаністів ім. Регіни та Володимира Горовиць.
       Дві молитви-медитації для рояля:
       "Утиш стривожений мій дух, Обитель вічного спокою",
      "De profundis"
       Вик. Дипл.міжнар.конкурсу О.Дмитренко
1997 рік
17.12 – Лютеркірха м.Золтау (Німеччина)
       Органна меса "І сказав я в моєму серці",
       Хорав для органу.
      Ісп.: М. Шух
07.12 – Фестиваль мистецтв "Схід-Захід", м.Золтау (Німеччина)
       Кантата "Різдвяне сольфеджіо"
       Ісп.: П.Віванцо (сопрано), К.Вулфес (тенор),
      Я.Кербергер (клавесин), В.Вайгель (гітара), М.Шух (орган)
       Камерний оркестр "Sinfonietta Concertante", дір.- П.Шмельцер (Австрія)
29.09 – Український Дім,
       "Київ-Музик-Фест".
       Диптих "Закликання весни" для камерного оркестру
       Камерний оркестр "Лік домер" (Донецьк)
      Худ.рук. та дір.- Засл.арт.України В.Івко .

## Твори
- Симфонія (1984).
- Камерна симфонія (1986).
- Requiem «Lux aeterna» на канонічні латинські тексти та вірші російських поетів-символістів Н. Мінського, В. Соловйова і К. Бальмонта (1988).
- Меса «In excelsis et in terra» (1992).
- Меса «І сказав я в серці своєму» на канонічні латинські тексти (1995).
- Літургійні славослів'я Іоанна Златоуста на канонічні тексти (2005).
- Духовний концерт «Відроди мене, затверди». Вірші М. Шноралі. (1993).
- Духовний концерт «Одкровення блаженного Ієроніма» для хору і соло рояля (2008).
- Духовний концерт «Спокуса Світлого Ангела». Співи та молитви за мотивами поезії Нерсеса Шноралі для хору a cappella (2008).
- Кантата «З повісті минулих років» (1980).
- Кантата «Різдвяне сольфеджіо».
- Органна меса «Via dolorosa» (1989).
- Медитативне дійство «Пісні весни» на вірші давньокитайських поетів (1986).
- «Три Присвяти» для струнного оркестру (2000—2004).
- «Пам'яті Д. Д. Шостаковича». Концерт для трьох скрипок (1975).
- Дві молитви-медитації для ф-но. (1995).
- «І була ніч, і був ранок, і були тихі небесні флейти»: Медитація для органу. (1999).
- Фортепіанний альбом «Перші кроки». Збірник " Маленький музикант " (2001). ISBN 5-17-018316-X ТОВ « Видавництво АСТ»
- Сюїта «Старі галантні танці» (1981).
- Три молитви (2000)
- «Диптих» для жіночого хору (2003).
- «Задзвонив дзвіночок мідний»: П'ять маленьких пасторалей на тексти дитячих болгарських пісеньок в переказі В.Вікторова (1980).
- «Пісні за околицею» Вірші А. Прокоф'єва (1982).
- «З лірики О. Блока» (1983).
- «Бирюльки» на вірші А. Барто. Для дитячого хору та фортепіано (1988).
- «Псалми Давида» (2000)